# Philip Kaufman
Philip Kaufman (født 23. oktober 1936 i Chicago, Illinois) er en amerikansk filminstruktør, producer og manuskriptforfatter der bl.a. har instrueret og skrevet Tilværelsens ulidelige lethed, for hvilken han blev nomineret til en Oscar for bedste filmatisering, en BAFTA Award (som han vandt) og en Writers Guild of America Award. Han er gift med Rose Kaufman (født Fisher), som bl.a. har medvirket til manuskriptet til Henry & June. Med Rose Kaufman har han sønnen Peter Kaufman, der har optrådt som producer på flere af Philip Kaufmans film, heriblandt Henry & June, Quills og Twisted.

## Udvalgt filmografi
- Goldstein (1965), instruktør, producer og manuskriptforfatter
- Fearless Frank (1967), instruktør, producer og manuskriptforfatter
- Invasion of the Body Snatchers (1978), instruktør
- The Wanderers (1979), instruktør og manuskriptforfatter
- Jagten på den forsvundne skat (1981), manuskriptforfatter
- Mænd af den rette støbning (1983), instruktør og manuskriptforfatter
- Tilværelsens ulidelige lethed (1988), instruktør og manuskriptforfatter
- Indiana Jones og Det Sidste Korstog (1989), manuskriptforfatter
- Henry & June (1990), instruktør og manuskriptforfatter
- Rising Sun (1993), instruktør og manuskriptforfatter
- Quills (2000), instruktør
- Twisted (2004), instruktør